# مورا (مینه‌سوتا)
مورا، مینه‌سوتا (به انگلیسی: Mora, Minnesota) یک شهر در ایالات متحده آمریکا است که در Kanabec County واقع شده‌است.

## خصوصیات
مورا ۱۳٫۶۵ کیلومترمربع مساحت و ۳٬۵۷۱ نفر جمعیت دارد و ۳۰۸ متر بالاتر از سطح دریا واقع شده‌است.